# Једноставан доказ да је 22/7 веће од пи
Рационалан број 22/7 је приближна вредност ирационалног броја π. 
{\displaystyle 22/7\cong 3,142857\dots \,}
{\displaystyle \pi \cong 3,14159\dots \,}
Следи математички доказ да је 22/7 > π. Овај доказ је једноставан јер је кратак и непосредан и захтева само основни ниво познавања математичке анализе. 

## Идеја
{\displaystyle 0<\int _{0}^{1}{\frac {x^{4}(1-x)^{4}}{1+x^{2}}}\,dx={\frac {22}{7}}-\pi .}

## Детаљи
{\displaystyle 0<\int _{0}^{1}{\frac {x^{4}(1-x)^{4}}{1+x^{2}}}\,dx}
{\displaystyle =\int _{0}^{1}{\frac {x^{4}-4x^{5}+6x^{6}-4x^{7}+x^{8}}{1+x^{2}}}\,dx}
{\displaystyle =\int _{0}^{1}\left(x^{6}-4x^{5}+5x^{4}-4x^{2}+4-{\frac {4}{1+x^{2}}}\right)\,dx}
{\displaystyle =\left.{\frac {x^{7}}{7}}-{\frac {2x^{6}}{3}}+x^{5}-{\frac {4x^{3}}{3}}+4x-4\arctan {x}\,\right|_{0}^{1}}
{\displaystyle ={\frac {1}{7}}-{\frac {2}{3}}+1-{\frac {4}{3}}+4-\pi \ } (сетите се да је arctan(1) = π/4)
{\displaystyle ={\frac {22}{7}}-\pi .}
Дакле, разлика 22/7 и π је већа од нуле што и доказује да је 22/7 > π.

## Патнамово такмичење
Развој овог интеграла био је први проблем на америчком Годишњем Вилијам Лоуел Патнам студентском математичком такмичењу 1968. године. 

## Спољни линк
- Проблеми са Патнамовог такмичења 1968, где је овај доказ дат као проблем А1.
- The Life of Pi Архивирано на веб-сајту  (17. март 2007) by Jonathan Borwein—see page 5 for this integral.